# Indigofera cavallii
Indigofera cavallii är en ärtväxtart som beskrevs av Emilio Chiovenda. Indigofera cavallii ingår i släktet indigosläktet, och familjen ärtväxter. Inga underarter finns listade i Catalogue of Life.